# Корсунский, Михаил Борисович
Михаил Борисович Корсунский (укр. Михайло Борисович Корсунський; 1909, Киев — 1975, Киев) — первый украинский тренер, который получил почётное спортивное звание «Заслуженный тренер СССР» (1957).

## Биография
Участник Великой Отечественной войны с июля 1941 года (служил на Западном фронте, в 817-м автотранспортном батальоне 4-й гвардейской армии, старшим методистом лечебной физкультуры в 1348-м армейском госпитале 40-й армии), награждён медалью «За боевые заслуги» (25.06.1945), «За оборону Сталинграда» (10.01.1943), дважды ранен.
Основатель и старший тренер детско-юношеской футбольной школы № 1 при Киевском городском отделе образования (1950—1962). Наиболее известными среди его воспитанников являются: Виктор Каневский, Вадим Соснихин, Владимир Мунтян и Владимир Левченко, тренер Семён Альтман. В 1960 году команда Михаила Корсунского одержала победу на Всесоюзных юношеских соревнованиях.
С 1952 по 1956 год возглавлял юношескую сборную Украины — победителя первенств СССР 1952, 1955 и 1956 годов в своей возрастной категории.
Работал старшим тренером в командах «Арсенал» (Киев), «Дунаец» (Измаил), «Буковина» (Черновцы) и «Энергия» (Новая Каховка).
Арбитр республиканской категории. Судил 14 матчей в высшей лиге СССР — 3 в качестве главного судьи, 11 — в качестве лайнсмена.